# Piazza Raekoja

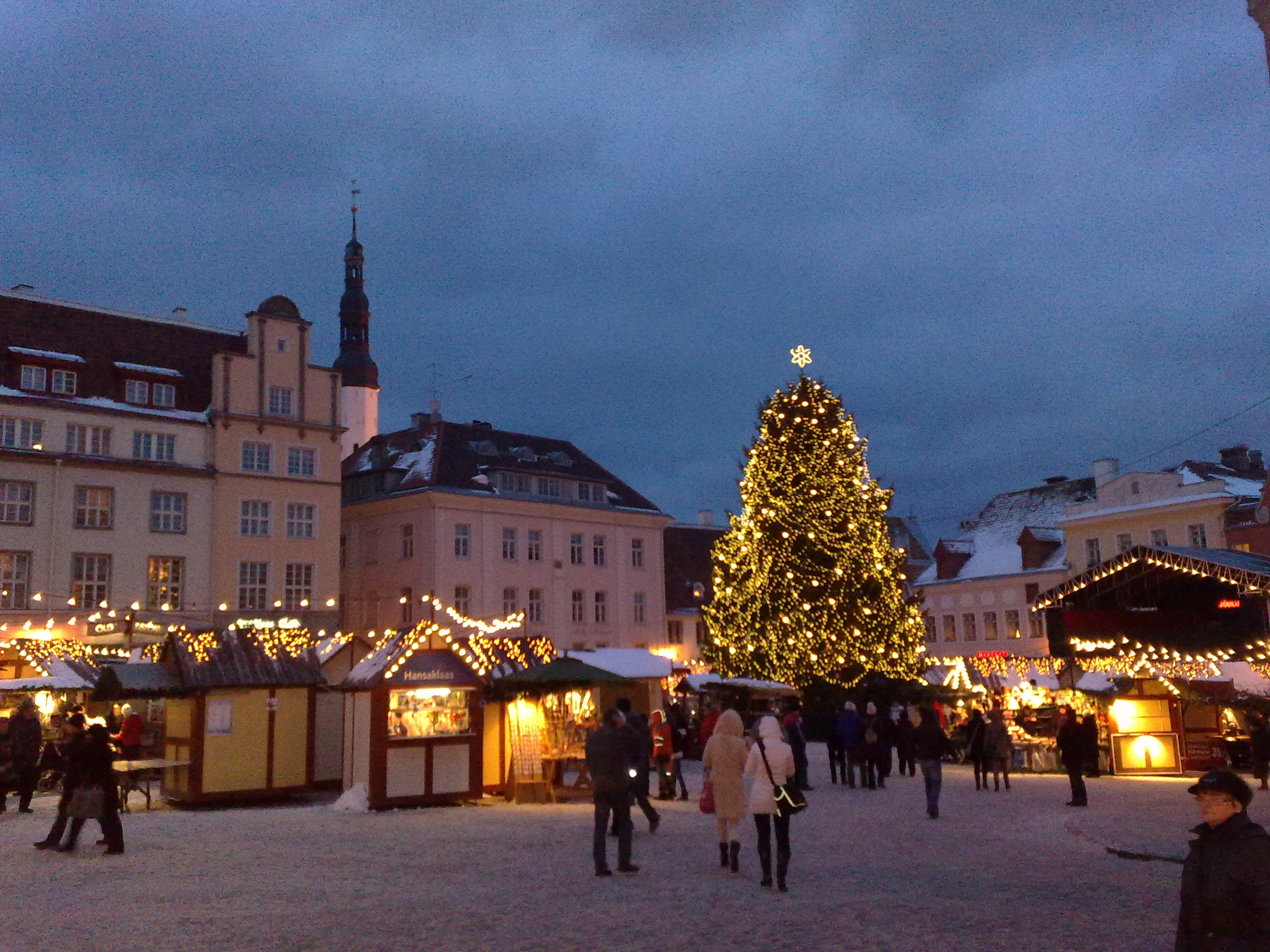
Tradizionale e caratteristico mercatino natalizio nella piazza del Municipio a Tallinn.

La piazza Raekoja (in estone: Raekoja plats) o italianizzata: "piazza del Municipio", è la principale piazza nella zona pedonale attorno al municipio medioevale (in estone: Raekoda) del centro della città vecchia di Tallinn, capitale dell'Estonia.

## Descrizione

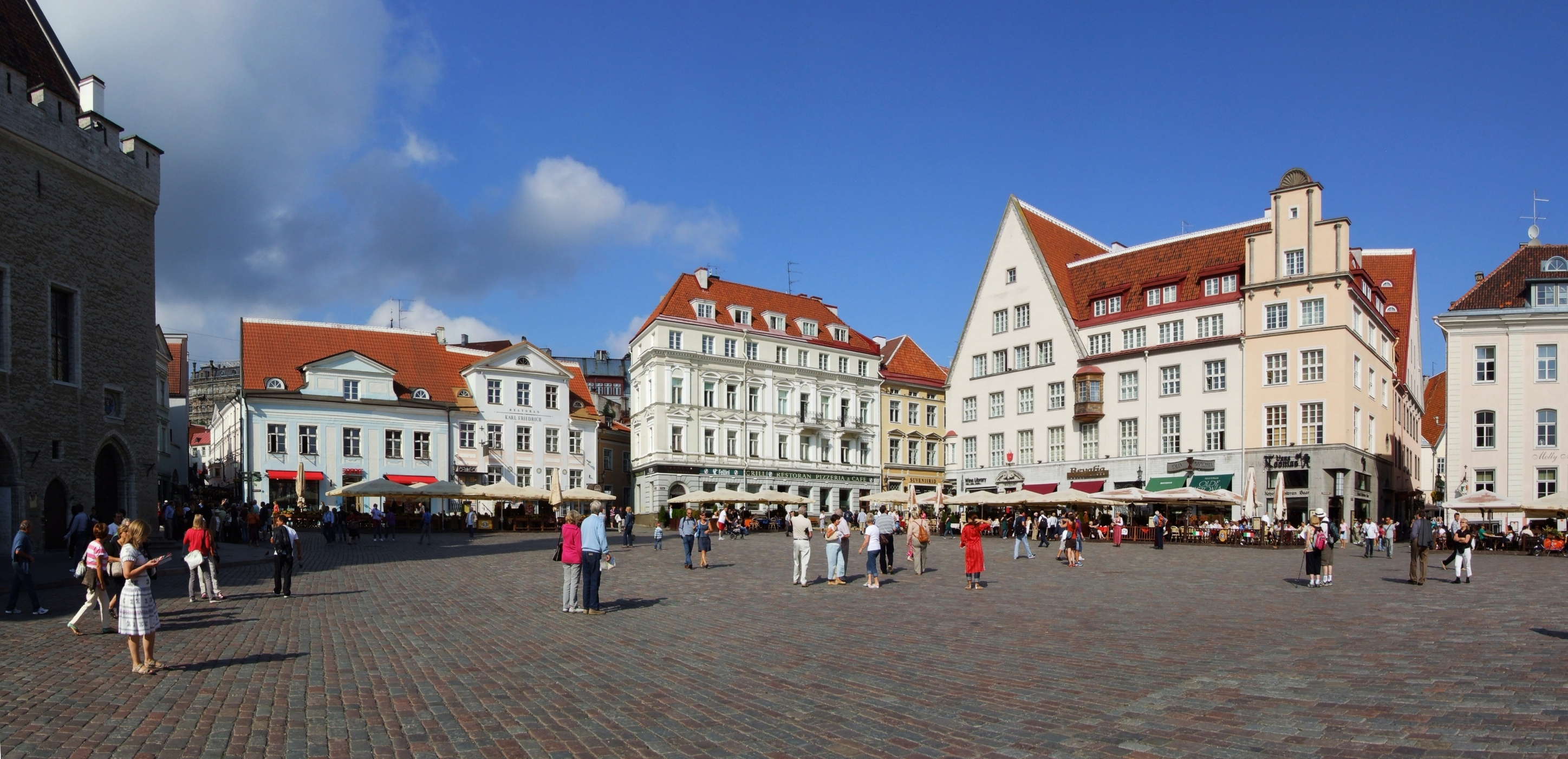
Piazza Raekoja (o del Municipio)

Generalmente il luogo è utilizzato per festival e concerti, come quello dei Giorni della Città Vecchia (in estone: Tallinna Vanalinna Päevad). Numerosi bar e ristoranti tipici trovano spazio qui affacciandosi, oppure sono nelle immediate vicinanze. È una delle mete principali per i turisti che si recano a Tallinn.
Nel periodo natalizio si svolge anche un caratteristico mercatino di Natale,  annoverato nel 2009 tra i 20 più belli mercatini natalizi d'Europa dal quotidiano Times di Londra.